# Fender Stratocaster "Rocky"
Rocky ist der Spitzname einer Fender Stratocaster, die dem britischen Leadgitarristen und Komponisten George Harrison gehörte. Heutzutage ist sie im Besitz seiner Frau, Olivia Harrison

## Geschichte
George Harrison und John Lennon ließen sich im Herbst 1965 während der Arbeit an Rubber Soul je eine blaue Fender Stratocaster ins Studio bringen, wo sie für die kommenden Aufnahmen häufig benutzt wurden. Für die Satelliten-Übertragung von All You Need Is Love im Juni 1967 bemalte Harrison seine „Rocky“ von Hand. Er sagte dazu in einem Interview folgendes: „During 67, everybody started painting everything. I decided to paint it and I got some Day-Glo paints wich was quite a new invention in the days“.
Harrison spielte seine 1961 Fender Stratocaster während seiner Zeit mit den Beatles auf den Alben: Rubber Soul, Revolver, Sgt. Pepper's Lonely Hearts Club Band, Magical Mystery Tour, White Album.
Live spielte er seine Fender Stratocaster „Rocky“ bei Solo-Auftritten ab 1969.

## Nachbildung
Paul Waller (Mitarbeiter bei „Fender Custom Shop“) wurde 2020 beauftragt eine limitierte Anzahl an Nachbildungen von Harrisons „Rocky“ Fender herzustellen. Das Modell „Fender George Harrison „Rocky“ MBPW“ ist weltweit auf 100 Exemplare limitiert.
Die Nachbildung der Gitarre kostet: 25.990 €.